# Cal Fisas
Cal Fisas és un edifici del municipi de Sant Boi de Llobregat (Baix Llobregat) que forma part de l'Inventari del Patrimoni Arquitectònic de Catalunya.

## Descripció
És un imponent casal de planta quadrada construïda a les primeries del segle xvii. La seva factura inicial és de pedra arrebossada, amb les obertures i la cantonada (c/Pont/Plaça de la Constitució) remarcades amb carreus ben escairats i en el cas de la finestra principal de la planta noble amb decoració geomètrica i la data del seu acabament al llindar. No sembla una casa noble, més aviat la d'algun pagès o burgès enriquit amb el tràfic que representava el ser el carrer del Pont el que tenia accés directe al pont sobre el Llobregat, amb tot el que això representava de moviment i comerç en el seu moment. No ostenta cap signe extern de refinament i està desproveït del potent ràfec de fusta que llueixen altres edificacions del segle xv al XVII. No obstant la seva presència és imponent i sòlida. La coberta és de teula a quatre vessants amb molt poca pendent.

## Història
Un altre dels casals que només ha deixat com a referència històrica el seu nom. Construït al segle xvii, segons la pedra de la façana (1633), probablement sobre una base anterior, dada que cal no perdre de vista en les edificacions de l'Alou, ja que aquest és el nucli més antic de la vila. La seva posició davant de l'església és a més a més clarificadora en aquest aspecte.
Ha sofert modificacions substancials a l'interior, per convertir-la en edifici de petits habitatges. A la planta baixa del nº2 hi havia una botiga. Les restauracions a l'exterior són paleses en el maó visible en els espais on l'arrebossat s'ha desprès. Conserva però les llindes i les pedres de les obertures i cantonades originals.